# Grub (Waldmünchen)
Grub ist ein Ortsteil der Stadt Waldmünchen im Landkreis Cham des Regierungsbezirks Oberpfalz im Freistaat Bayern.

## Geografie
Grub liegt an der Bahnstrecke Cham–Waldmünchen, 420 Meter nordwestlich der Staatsstraße 2146, 3 Kilometer südwestlich von Waldmünchen und 5,7 Kilometer südwestlich der tschechischen Grenze. Grub liegt am Gruber Bach.

## Geschichte
Grub (auch: Gruob, Grueb) wurde bereits im Herzogsurbar des Wittelsbacher Heinrich XIII. aus dem Jahr 1301 erwähnt.
1563 hatte Grub 6 Mannschaften. 1588 und 1630 gab es in Grub 3 Höfe, 2 Güter, 1 Sölde, 1 Inwohner. 1808 hatte die Ortschaft 6 Anwesen, einen Weber und ein Hüthaus.
1808 wurde die Verordnung über das allgemeine Steuerprovisorium erlassen. Mit ihr wurde das Steuerwesen in Bayern neu geordnet und es wurden Steuerdistrikte gebildet. Dabei kam Grub zum Steuerdistrikt Machtesberg. Der Steuerdistrikt Machtesberg bestand aus den Dörfern Machtesberg, Englmannsbrunn, Grub, Hochabrunn, Moosdorf und Prosdorf.
1820 wurden im Landgericht Waldmünchen Ruralgemeinden gebildet. Dabei kam Grub zur Ruralgemeinde Prosdorf. Zur Ruralgemeinde Prosdorf gehörten neben Prosdorf mit 30 Familien die Dörfer Moosdorf mit 13 Familien und Grub mit 12 Familien. 1830 kam die Gemeinde Machtesberg bestehend aus Machtesberg mit 18 Familien, Langau mit 5 Familien und Sonnhof mit 2 Familien zur Gemeinde Prosdorf hinzu. 1972 schloss sich die Gemeinde Prosdorf der Stadt Waldmünchen an.
Grub gehört zur Pfarrei Waldmünchen. 1997 hatte Grub 58 Katholiken.

## Einwohnerentwicklung ab 1820
| Jahr | Einwohner   | Gebäude |
| ---- | ----------- | ------- |
| 1820 | 12 Familien | k. A.   |
| 1838 | 59          | 6       |
| 1861 | 52          | 15      |
| 1871 | 53          | 31      |
| 1885 | 71          | 10      |
| 1900 | 60          | 11      |
| 1913 | 58          | 10      |

| Jahr | Einwohner | Gebäude |
| ---- | --------- | ------- |
| 1925 | 54        | 9       |
| 1950 | 66        | 10      |
| 1961 | 45        | 11      |
| 1970 | 58        | k. A.   |
| 1987 | 58        | 14      |
| 2011 | 47        | k. A.   |